# August Schmidt (Musiker, 1808)

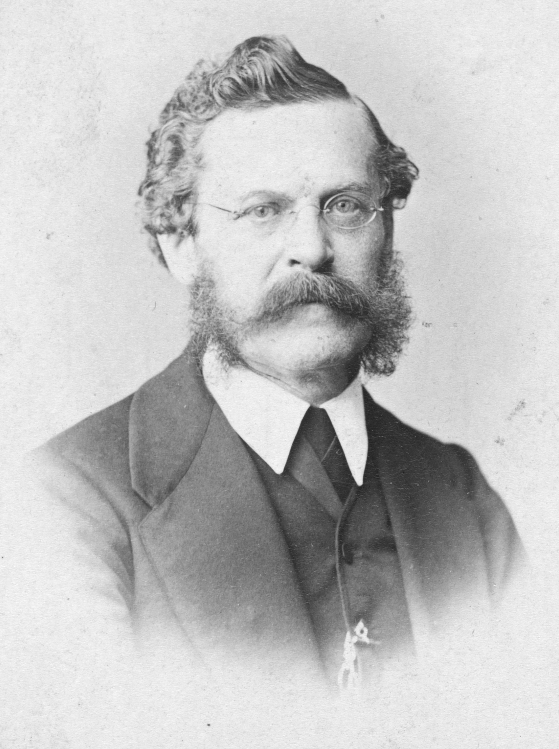
August Schmidt, Fotografie des Ateliers Dr. Székely & Massak

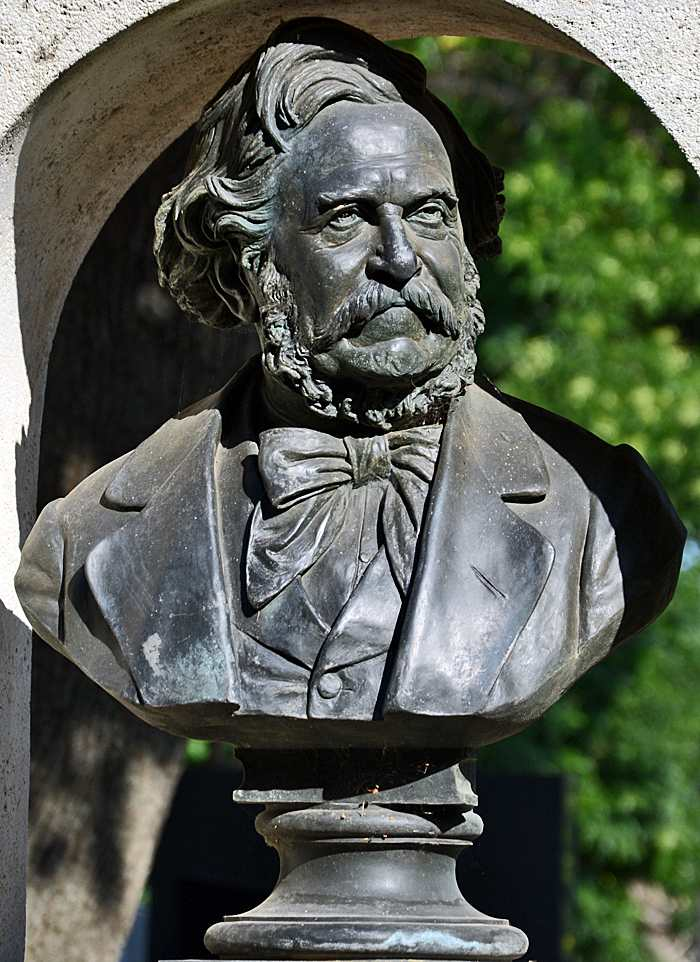
Büste von August Schmidt an seinem Grab auf dem Wiener Zentralfriedhof

August Schmidt (* 9. September 1808 in Wien; † 13. Oktober 1891 ebenda) war ein österreichischer Musikschriftsteller, Journalist, Vereinsorganisator sowie Musiker und Komponist.

## Leben

### Ausbildung und Beruf
August Schmidt, Sohn des Musikers sowie Staatsbeamten Adam August Schmidt (1777–1847), legte 1824 am Wiener Piaristengymnasium die Reifeprüfung ab. Schmidt, der bereits im Alter von fünf Jahren von seinem Vater Violinunterricht erhalten hatte, wurde in der Folge von Johann Baptist Henneberg und Ludwig Schwarzböck zum Sänger ausgebildet. 1828 trat er seinen Militärdienst an, 1834 wurde er in der Stellung eines Kassaoffiziers in die Staatsschuldenkassa überstellt. Nachdem er dort zum Kontrolleur aufgestiegen war, wurde er 1870 in den Ruhestand verabschiedet.

### Wirken
Der aktive Musiker und Komponist von Liedern, Walzern und Konzertstücken für Violine trat insbesondere als Musikschriftsteller, Journalist und Vereinsorganisator hervor. August Schmidt beteiligte sich federführend an der Gründung der Philharmonischen Konzerte (1842), des Wiener Männergesang-Vereins (1843) und der gemischten Chorvereinigung Wiener Singakademie (1858). Schmidt, der seit 1836 Gedichte, Erzählungen und Reiseberichte in Zeitungen und Zeitschriften veröffentlichte, gründete 1841 die auf die Entwicklung des Wiener Musiklebens einflussreiche Allgemeine Wiener Musikzeitung, als deren Herausgeber und Redakteur er bis 1847 fungierte. Im Anschluss war er von 1852 bis 1854 als Korrespondent der Süddeutschen Musik-Zeitung und von 1856 bis 1872 als Musikreferent des Wanderers tätig.
August Schmidt veröffentlichte unter anderem 1848 sein musikbiographisches Sammelwerk Denksteine, 1860 Geschichte des Wiener Männergesang-Vereins sowie 1890 Monographie des Madrigals.
Seine Grabstätte befindet sich auf dem Wiener Zentralfriedhof (Gruppe 33A, Reihe 1, Nummer 11).

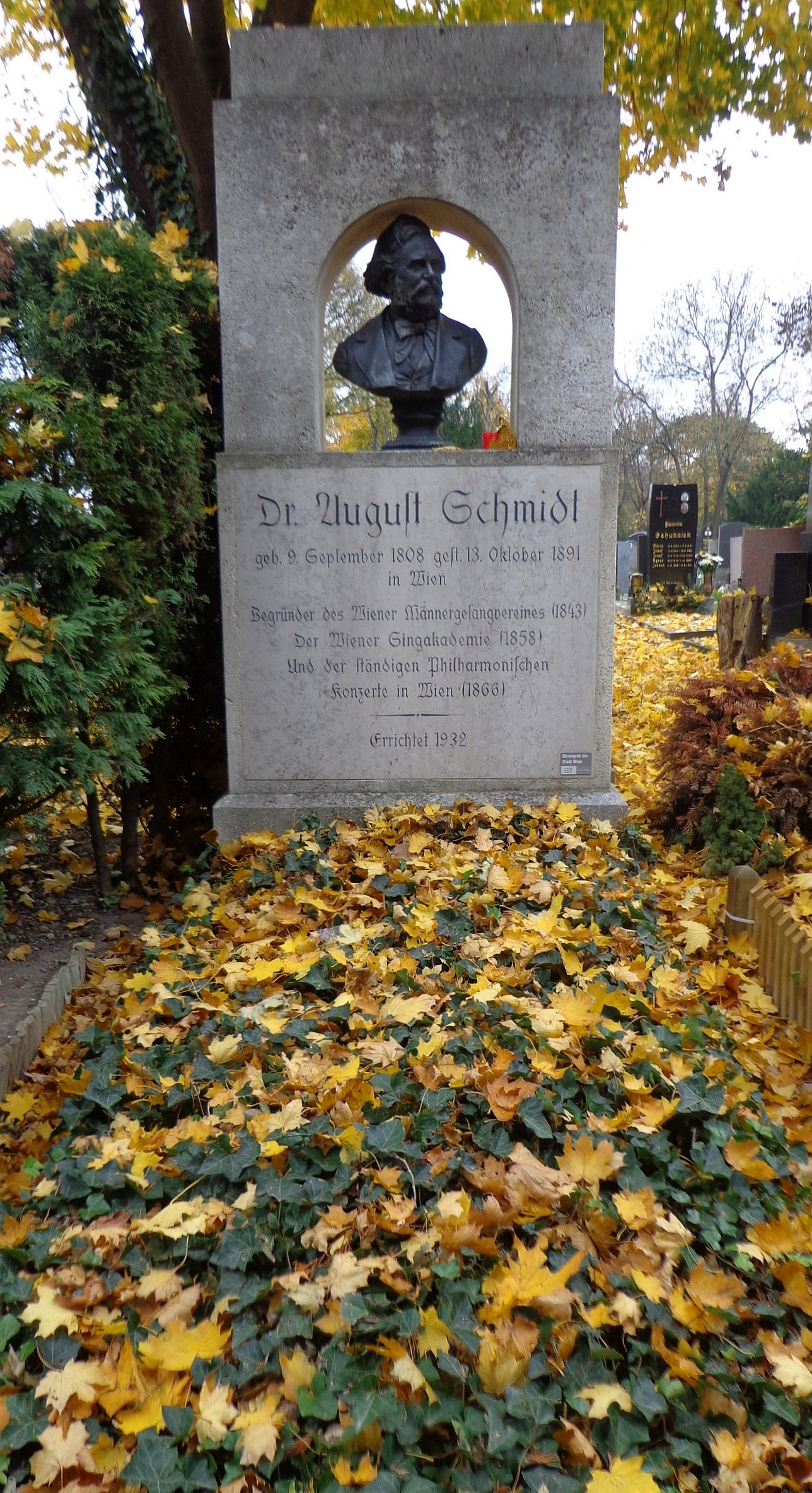
Grabstätte von August Schmidt

## Ehrungen
Die philosophische Fakultät der Universität Jena verlieh August Schmidt 1839 in Anerkennung seiner Verdienste die Ehrendoktorwürde (Dr. phil. h. c.). Am 24. Februar 1840 verlieh die Jenaer Universität auch Robert Schumann diesen Titel.

## Werke
- Rosen, gestreut auf das Grab meiner Gattin Magdalena Maria, Wien 1837
- Orpheus. Musikalisches Album, Wien: Volke 1840–1842 (Digitalisate)
- Wegweiser für Eisenbahn-Reisende von Wien nach Bruck an der Leitha und seine Umgebung, an den Neusiedlersee, nach Rohrau, Esterház, Eisenstadt, Oedenburg etc., Wien: Pfautsch & Voß 1847 (Digitalisat)
- Denksteine. Biographien, Wien 1848 (Digitalisat)
- Der Wiener Männergesang-Verein. Geschichtliche Darstellung seines Entstehens und Wirkens zur Feier seines fünfundzwanzigjährigen Jubiläums, Wien 1868 (Digitalisat)
- Johann Nepomuk Vogl als Mensch und Dichter gezeichnet, Wien: Carl Fromme 1868 (Digitalisat)